# Histoire de réussir
Histoire de réussir (titre original : Success Stories) est un recueil de douze nouvelles écrites par Russell Banks.
Le livre a été publié pour la première fois en 1986 par Harper & Row. En France, il paraît en 1994 mais trois nouvelles du recueil d'origine n'y figurent pas et leur ordre d'apparition est différent.

## Liste des nouvelles du recueil
- Reine d'un jour (Queen of a Day)
- Les Souvenirs de ma mère, le mensonge de mon père et autres histoires véridiques (My Mother's Memoirs, My Father's Lie, and Other Stories)
- Le Poisson (The Fish)
- Histoire de réussir (Success Story)
- Le Goulet (The Gully)
- Adultère (Adultery)
- Hostage (non traduit)
- Mistake (non traduit)
- Histoire d'enfants (Chidren's Story)
- Sarah Cole : une histoire d'amour d'un certain type (Sarah Cole : A Type of Love Story)
- Captions (non traduit)
- Du bois à brûler (Firewood)